# Martina Gerersdorfer
Martina Gerersdorfer (* 4. September 1968 in Amstetten) ist eine österreichische Beamtin und Bezirkshauptfrau im Bezirk Amstetten.

## Ausbildung und Beruf
Nach ihrer Matura an der Bundesgymnasium und Bundesrealgymnasium Amstetten absolvierte sie von 1987 bis 1993 ein Studium der Rechtswissenschaften an der Universität Wien, welches sie mit dem Akademischen Grad Magister abschloss.
Nach der Gerichtspraxis trat sie im Februar 1994 in den niederösterreichischen Landesdienst bei der Bezirkshauptmannschaft Amstetten ein, wo sie bis 2002 beschäftigt war. Ab 1. Juli 2002 wurde sie Bezirkshauptmann-Stellvertreter im Bezirk Scheibbs und am 1. September 2003 wechselte sie in dieser Funktion zum Bezirk St. Pölten-Land.
Am 18. Dezember 2007 bestellte man sie als Nachfolgerin von Anna-Margaretha Sturm zum Bezirkshauptmann in Scheibbs und am 1. Dezember 2009 wechselte sie in dieser Funktion in den Bezirk Amstetten. Sie folgte Hans-Heinz Lenze (* 1944), der in den Ruhestand ging.